# Maasdam
Maasdam ist ein Dorf in der niederländischen Provinz Südholland. Es befindet sich etwa 14 km südlich von Rotterdam, nahe dem Fluss Oude Maas. Seit dem 1. Januar 2019 gehört Maasdam zur neu gegründeten Gemeinde Hoeksche Waard.
Maasdam ist ein Straßendorf ohne Dorfzentrum. Es ist bekannt für die Käsesorte Maasdamer.

## Geschichte
Ausgrabungen zeigen, dass sich ab 70 n. Chr. eine große römische Siedlung im Gebiet um Maasdam befand. Zu den Funden zählen unter anderem ein großes Grabfeld, ein Anlegeplatz, Straßen, eine Brücke, ein Hafen und ein Damm. Die Funde deuten auf die große strategische Bedeutung des Gebiets an der nordwestlichen Grenze des römischen Reiches hin.
Um 1270, während der Herrschaft von Floris V., verband der namensgebende Damm über die Oude Maas dauerhaft die Orte Poelwijk in Tiesselijnswaard und Weede in Grote Hollandse Waard.
In der Nähe von Maasdam wurden 1957 die Ruinen einer großen Burg vom Anfang des 13. Jahrhunderts entdeckt. Wurde die Ruine anfangs für die Überreste von Burg Duyvestein gehalten, legen neuere Untersuchungen nahe, dass die Burg den Lehnsherren von Weede gehörte. Die Burg wurde 1421 während der Elisabethenflut zerstört. Das Areal um die Burgruine ist heute als Rijksmonument geschützt.
Die Elisabethenflut zerstörte auch Maasdam und Poelwijk. Mit Erlaubnis von Philipp III. wurde Maasdam 1427 vom ersten Ambachtsherrn Jan Nemery wieder errichtet. Maasdam blieb in den Händen der Familie Nemery bis 1497. Nach mehreren Besitzerwechseln ging der Besitz 1700 an Charles Philippe van Dorp über. Durch die Heirat seiner Tochter Anna Maria Elisabeth van Dorp wechselte der Besitz zur Familie Van der Duyn.

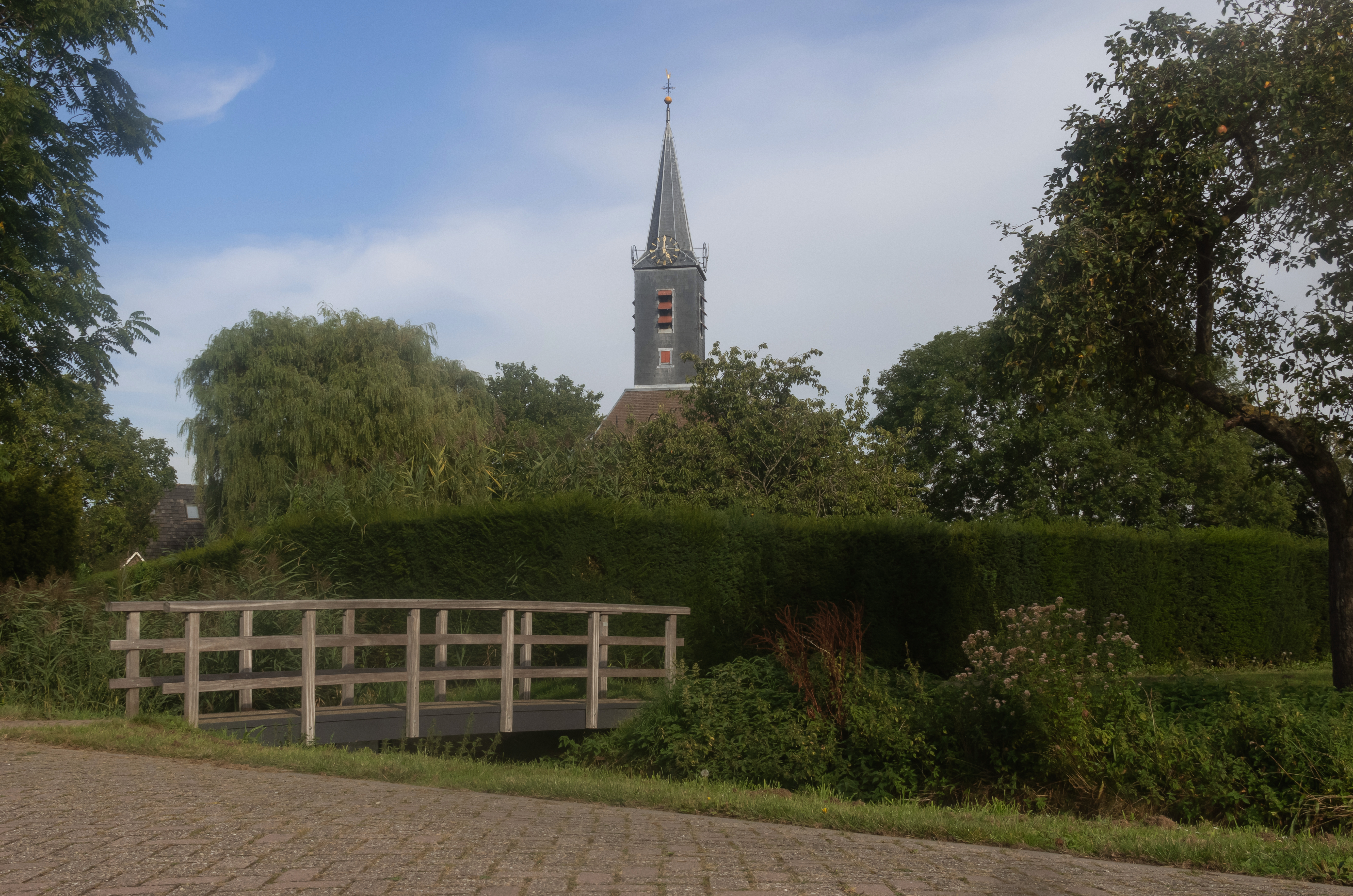
Maasdam, die Kirche

Der letzte Vasall von Maasdam, Frans Adam van der Duyn van Maasdam (1771–1848), war einer der drei Adligen der Driemanschap. Nach der Befreiung der Niederlande am Ende der Napoleonischen Kriege regierte dieses Triumvirat ab 1813 das Souverein Vorstendom der Vereenigde Nederlanden, dem Vorgänger des Königreichs der Vereinigten Niederlande.
Vom 1. Januar 1812 bis zum 1. Januar 1984 war Maasdam der Name einer Gemeinde, bestehend aus dem Dorf Maasdam und den umliegenden Poldern. Von 1812 bis 1817 und von 1832 bis 1984 gehörten die Weiler Cillaarshoek und Sint Anthoniepolder ebenso zur Gemeinde Maasdam.
Ab 1984 bis zur Gemeindereform 2019 war Maasdam Teil der Gemeinde Binnenmaas.

## Wirtschaft
In Maasdam befindet sich ein großer Standort der FrieslandCampina.